# Ялмта (река)
Ялмта (калм. Ялмта) — река в Целинном районе Калмыкии. Длина — 44,6 км, площадь водосборного бассейна — 424 км² (согласно другим источникам — 409 км²).
Название реки происходит от калм. ялмта — тушканья (калм. ялмн — тушканчик).

## Физико-географическая характеристика
Исток реки расположен в пределах Ергенинской возвышенности в балке Большая Ялмта. Основное направление течения — с запада на восток. Река теряется в степи в районе урочища Солбру.
Площадь водосборного бассейна — 409 км², из них около четверти (105 км²) приходится на бассейн реки Сангарцик, являющейся крупнейшим притоком Ялмты. Бассейн реки Ялмты асимметричен. Основные притоки — балки Малая Ялмата (правая составляющая), Могута — (п), река Сангарцык — (п).
Тип водного режима характеризуется по питанию как почти исключительно снеговое, по распределению стока по сезонам — почти исключительно весна. Вследствие значительного испарения основная роль в формировании стока принадлежит осадкам, выпадающим в холодную часть года. Роль дождевого питания невелика. Среднегодовой расход воды — 0,08 м³/с. Объём годового стока — 2,67 млн м³.
По степени минерализации вода реки оценивается как сильно солоноватая. Минерализация — 3,2 г/л. Забор воды из реки не осуществляется. Воды реки пригодны для хозяйственно-питьевого (с очисткой), бытового и рекреационного использования.
На реке имеется водохранилище ёмкостью 1,2 млн м³.
Населённые пункты в долине реки отсутствуют. Единственный населённый пункт, расположенный в границах водосборного бассейна реки, посёлок Могата.